# Dispar
Dispar là một chi bướm ngày thuộc họ Bướm nâu.

## Các loài
- Dispar atrax
- Dispar compacta Butler, 1882
- Dispar melissa
- Dispar scepticalis